# Carlo Gregorio Maria Grasso
Carlo Gregorio Maria Grasso (Genova, 22 aprile 1869 – Salerno, 30 marzo 1929) è stato un arcivescovo cattolico italiano.

## Biografia
Facente parte dell'Ordine di San Benedetto, era figlio di Giovanni e di Veronica Boerio, abate del convento di Prada, a Padova dal 1907. Dopo vari ruoli come amministratore apostolico, il 7 aprile 1915 è nominato arcivescovo di Salerno.
Vissuto durante il periodo fascista, da arcivescovo, si rifiutò di benedire gagliardetti e di presenziare a manifestazioni chiaramente partitiche, non interferendo tuttavia con l'operato laico e statale. Diverse sono le opere da benefattore come: le colonie marine e montane, la casa dello studente, le scuole serali per operai, la sezione cittadina degli esploratori cattolici.
Muore a Salerno, il 30 marzo 1929, vigilia della Pasqua; venne sepolto presso la cattedrale di Salerno, nella navata sinistra.

## Genealogia episcopale e successione apostolica
La genealogia episcopale è:
- Cardinale Scipione Rebiba
- Cardinale Giulio Antonio Santori
- Cardinale Girolamo Bernerio, O.P.
- Arcivescovo Galeazzo Sanvitale
- Cardinale Ludovico Ludovisi
- Cardinale Luigi Caetani
- Cardinale Ulderico Carpegna
- Cardinale Paluzzo Paluzzi Altieri degli Albertoni
- Papa Benedetto XIII
- Papa Benedetto XIV
- Papa Clemente XIII
- Cardinale Marcantonio Colonna
- Cardinale Giacinto Sigismondo Gerdil, B.
- Cardinale Giulio Maria della Somaglia
- Cardinale Carlo Odescalchi, S.I.
- Cardinale Costantino Patrizi Naro
- Cardinale Serafino Vannutelli
- Cardinale Domenico Serafini, Cong.Subl. O.S.B.
- Arcivescovo Carlo Gregorio Maria Grasso, O.S.B.

La successione apostolica è:
- Arcivescovo Carmine Cesarano, C.SS.R. (1915)